# Passage Saint-Philippe-du-Roule
Pour les articles homonymes, voir Saint-Philippe du Roule.
Le passage Saint-Philippe-du-Roule est une voie privée du 8e arrondissement de Paris.

## Situation et accès
Il commence au 152, rue du Faubourg-Saint-Honoré et se termine au 7, rue de Courcelles.

## Origine du nom
Il porte ce nom car il est situé dans le voisinage de l'église Saint-Philippe-du-Roule

## Historique
Le passage Saint-Philippe-du-Roule a été créé en 1786. Une décision de 1861 l'a supprimé pour dégager l'église Saint-Philippe-du-Roule qu'il longe, mais il en subsiste une partie.

## Bâtiments remarquables et lieux de mémoire
- No 5 : église Saint-Philippe du Roule.